# Крістіан Шнуг
Крістіан Шнуг (нім. Christian Schnug; 28 січня 1891 — ?) — німецький офіцер, штурмбанфюрер СС.

## Біографія
Учасник Першої світової війни. Член НСДАП (квиток № 765 687), СС (посвідчення № 25 738) і товариства Лебенсборн. Станом на 1 листопада 1935 і 1 грудня 1936 року — командир 2-го штурмбанну 27-го штандарту СС. Станом на 1 грудня 1938 року — офіцер штабу 12-го абшніту СС. З жовтня 1939 року — районний керівник Німецької народної самооборони Бромберга. Займав цю посаду до розпуску самооборони. Станом на 1 жовтня 1942 року — командир 2-го штурмбанну 118-го штандарту СС. Станом на 1 жовтня 1943 і 1 жовтня 1944 року — командир 2-го штурмбанну 116-го штандарту СС.

## Звання
- Унтерштурмфюрер СС (3 вересня 1933)
- Оберштурмфюрер СС (15 червня 1934)
- Гауптштурмфюрер СС (20 квітня 1935)
- Штурмбанфюрер СС (30 січня 1937)

## Нагороди
- Залізний хрест 2-го і 1-го класу
- Нагрудний знак «За поранення» в чорному
- Почесний хрест ветерана війни з мечами
- Спортивний знак СА
- Кільце «Мертва голова»
- Хрест Воєнних заслуг 2-го класу з мечами